# 李穟
李穟（1528年—？），字伯實，順天府薊州（今天津市蓟州区）人，明朝政治人物。嘉靖己未進士。

## 生平
順天府鄉試第九十三名舉人。嘉靖三十八年（1559年）中式己未科會試第九十六名，二甲第六十二名進士。官至浙江按察司僉事，隆慶元年（1567年），被劾勒令閒住。

## 家族
曾祖李文友；祖父李敖；父李杲，贈監察御史。嫡母郭氏（贈孺人）；生母庾氏。慈侍下。
兄李秋，嘉靖丁未進士，官至宣府巡撫。

## 紀念
薊州城內曾有為李秋、李穟所建之“兄弟進士內外憲臺坊”，已不存。